# Cornelis Evertsen de Jongste
Cornelis Evertsen de Jongste (Vlissingen, 16 november 1642 — Middelburg, 16 november 1706) is een Nederlands admiraal uit de 17e eeuw.
Evertsen was de tweede zoon van de Zeeuwse luitenant-admiraal Cornelis Evertsen de Oude en Johanna Gorcum; de neef van luitenant-admiraal Johan Evertsen en de volle neef van diens zoon viceadmiraal Cornelis Evertsen de Jonge met wie hij vaak verward wordt. Hij had de bijnaam Keesje den Duvel wegens zijn opvliegende karakter dat hij met zijn vader gemeen had.
Hij voer reeds op tienjarige leeftijd mee op het schip van zijn vader; drie jaar later ging hij officieel in zeedienst voor tien guldens per maand. In 1661 werd hij tweede schipper (de op een na hoogste onderofficier) op het vlaggenschip van zijn vader, de Vlissingen. In 1665 werd hij tijdens de Tweede Engels-Nederlandse Oorlog benoemd tot kapitein bij de kaperdirectie van de Admiraliteit van Zeeland. Hij moest dus, gerechtigd door een commissiebrief, proberen vijandelijke koopvaarders prijs te nemen. Eind februari dat jaar werd hij als kapitein van het fregat Eendragt tijdens een schermutseling bij een kaaptocht door de Engelsen gevangengenomen maar weer door Karel II van Engeland op 24 maart persoonlijk vrijgelaten, nadat hij door diens broer de Lord High Admiral en hertog van York James Stuart bij het verhoor erop gewezen werd dat hij een kogelgat door zijn hoed had en antwoordde dat het hem liever geweest was dat het gat wat lager gezeten had dan nu gevangen te moeten zijn. Dat dit geen holle retoriek was, blijkt uit het feit dat zijn bemanning hem met grof geweld moest tegenhouden de lont in het kruitvat te steken, toen het schip verloren dreigde te gaan.
Datzelfde jaar vocht hij in de Slag bij Lowestoft op zijn vaders schip. Dezelfde maand werd hij ordinaris-kapitein en vlaggenkapitein op zijn vaders vlaggenschip Walcheren. In 1666, tijdens de Vierdaagse Zeeslag, zag hij in de eerste nacht hoe zijn vader doormidden geschoten werd door het laatste schot van de ontsnappende Henry. Hij deed als kapitein van een eigen schip mee aan de Tweedaagse Zeeslag waarin zijn oom sneuvelde.
In 1672 sloeg hij in de aanloop van de Derde Engels-Nederlandse Oorlog een verraderlijke Engelse aanval op de Smyrnavloot af. In de Slag bij Solebay vocht hij op de Zwanenburg (44 kanonnen). In 1673 heroverde hij als vice-admiraal Nieuw-Nederland, met als vlaggenschip nog steeds de Swaenenburgh. Eigenlijk was dit onbedoeld: zijn oorspronkelijke opdracht was om met zes schepen per verrassing Sint-Helena te veroveren om aldaar zo veel mogelijk nietsvermoedende Engelse Indiëvaarders te onderscheppen. Na zijn vertrek in december 1672 werd hij echter opgehouden door gevechten bij de archipel Kaapverdië waarna bleek dat de VOC Sint Helena al genomen had. Een alternatief aangegeven doel was Cayenne maar Evertsen vond zijn vloot daarvoor bij nader inzien te zwak. Hij sloot zich aan bij een vloot van de Amsterdamse Admiraliteit, tastte de kust van Virginia met succes aan en verscheen in augustus 1673 met een vloot van 21 schepen voor New York dat zich overgaf en door hem tot Nieuw Oranje herdoopt werd. De oceaan weer overstekend naar Cádiz werd hij daar door de Britten tot een scheepsduel uitgedaagd wat het Nederlandse kampioensschip verloor. Bij terugkeer in Zeeland in juli 1674 werd hij er door de Staten van Zeeland van beschuldigd zich niet aan de orders te hebben gehouden: men was niet zo blij met het herwonnen bezit en Evertsen had natuurlijk nooit de prijsgelden met de Hollanders mogen delen. Pas in januari 1675 werd hij bij de marine een vlagofficier: schout-bij-nacht.
In 1677 had hij het bevel over de blokkadevloot tegen de Duinkerker kapers, die nu in Franse dienst waren. Op 20 september 1679 werd hij viceadmiraal als opvolger van zijn neef Cornelis de Jonge; op 1 april 1684 luitenant-admiraal en bevelhebber van 's Lands Vloot als opvolger van Cornelis Tromp. Hij was eskadercommandant van de voorhoede bij de vloot waarmee Willem III van Oranje in 1688 de Britse Eilanden binnenviel tijdens de Glorious Revolution. Toen die koning van Engeland geworden was, stuurde hij Engels-Nederlandse vloten tegen Frankrijk uit, altijd onder Brits bevel. Zo was Evertsen commandant van de voorhoede van de geallieerde vloot in de Slag bij Bevesier. Hij kwam toen in het nauw doordat de Britten erop stonden met de grotere Franse vloot een linieslag aan te gaan. Het Nederlandse eskader raakte omsloten en wist zich slechts door een truc te redden: Evertsen ging met volle zeilen stiekem voor anker zodat de Fransen wegdreven in de getijdestroom.
Op 27 november 1689 keerde de Walcheren onder bevel van Evertsen terug uit Engeland. Aan de kade in Vlissingen stonden ca. zesduizend mensen toe te kijken hoe de vloot terugkeerde. Het schip voer vol zeil zeer dicht onder de kust en raakte daarbij een pier van de haveningang, waarna het vrijwel onmiddellijk zonk, tot ontzetting van de toeschouwers. Hierbij verdronken tussen de 20 en 40 opvarenden.

Het jaar daarop werd Evertsen als bevelhebber feitelijk weer vervangen door Cornelis Tromp, die echter al snel stierf en opgevolgd werd door Philips van Almonde. Evertsen kreeg een functie aan de wal en liet een landhuis bouwen: Zeerust.
Evertsen is nooit getrouwd geweest en had een zeer goede relatie met stadhouder Willem III. Marinehistoricus Gerben Hellinga jr. heeft het vermoeden geuit dat de admiraal een van de minnaars van Willem III was. Een van de aanwijzingen daarvoor zou zijn dat Evertsen in zijn testament bijna vijfduizend gulden legateerde aan Marinus van der Heul, een verder onbekende man.
Zijn stoffelijk overschot werd bijgezet in het praalgraf van zijn vader en oom in de Noordmonsterkerk te Middelburg. Een jaar later werd hij in zijn functie van luitenant-admiraal opgevolgd door zijn jongste broer Geleyn Evertsen.